# Avia BH-1
L'Avia BH-1 est un monoplan de sport biplace tchécoslovaque de l'Entre-deux-guerres. Premier avion dessiné par les ingénieurs Pavel Benes et Miroslav Hajn, il fut à l'origine d'une lignée de monoplans civils et militaires.

## Avia BH-1 Exp
Monoplan à aile basse contreventée et profil épais, cet appareil biplace était construit en bois, y compris le revêtement du fuselage, seule la voilure et les surfaces mobiles étant entoilées. Le premier vol eut lieu le 13 octobre 1920 et dès le lendemain l’appareil se révéla maniable et facile à piloter, mais nettement sous-motorisé. Le moteur de motocyclette de 29 ch qui l’équipait ne permettait pas de décoller avec deux hommes à bord.
Quelques jours après son premier vol le prototype fut présenté à la première exposition aéronautique internationale tchécoslovaque. Il remporta certain succès auprès des visiteurs puisque le Président de la Tchécoslovaquie Tomáš Masaryk attribua à la firme Avia, dont c’était la première réalisation, un crédit de 100 000 CSK pour assurer le développement de l’appareil.

## Avia BH-1bis
Les essais en vol du BH-1 Exp ayant montré que l’appareil, équipé d’un moteur de motocyclette, ne pouvait tenir l’air avec deux personnes à bord, le prototype modifié et remotorisé en avril 1921 avec un 7 cylindres rotatif Gnôme Omega qui lui permit de remporter le premier Rallye aérien de Tchécoslovaquie en 1921, couvrant les 860 km à la moyenne de 125 km/h. Accidenté durant un atterrissage au printemps 1922, le prototype ne fut pas reconstruit.
En 2004 Marcel Sezemský a réalisé une réplique de cet avion historique, propulsé par un moteur Walter Mikron (en).